# Craterul Goat Paddock
Goat Paddock este un crater de impact meteoritic în Australia de Vest, Australia.

## Date generale
Acesta are un diametru de 5,1 km și are vârsta estimată la mai puțin de 50 milioane ani.

## Galerie de imagini

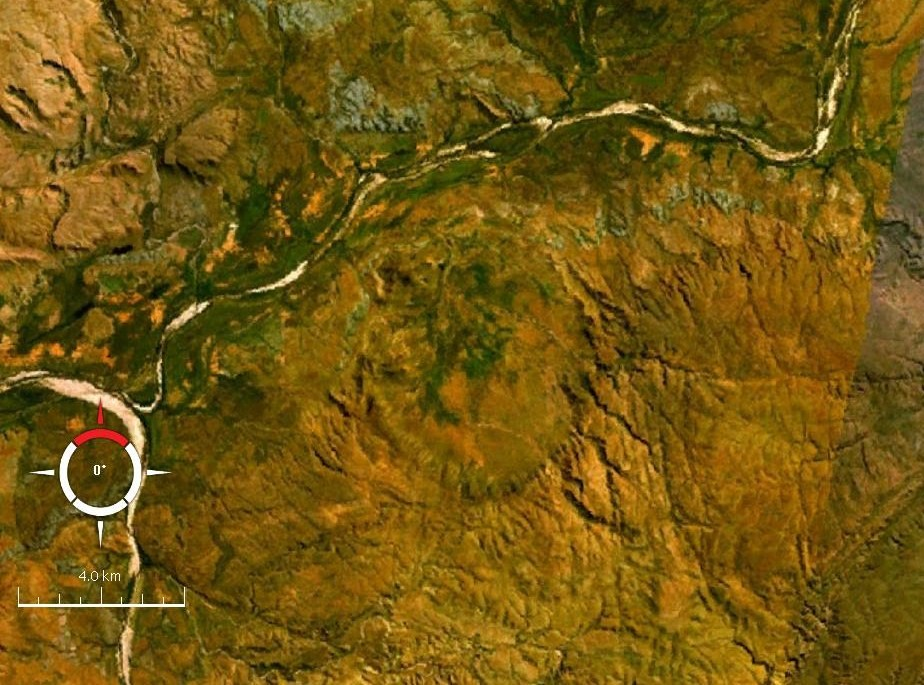
Imagine Landsat a craterului.
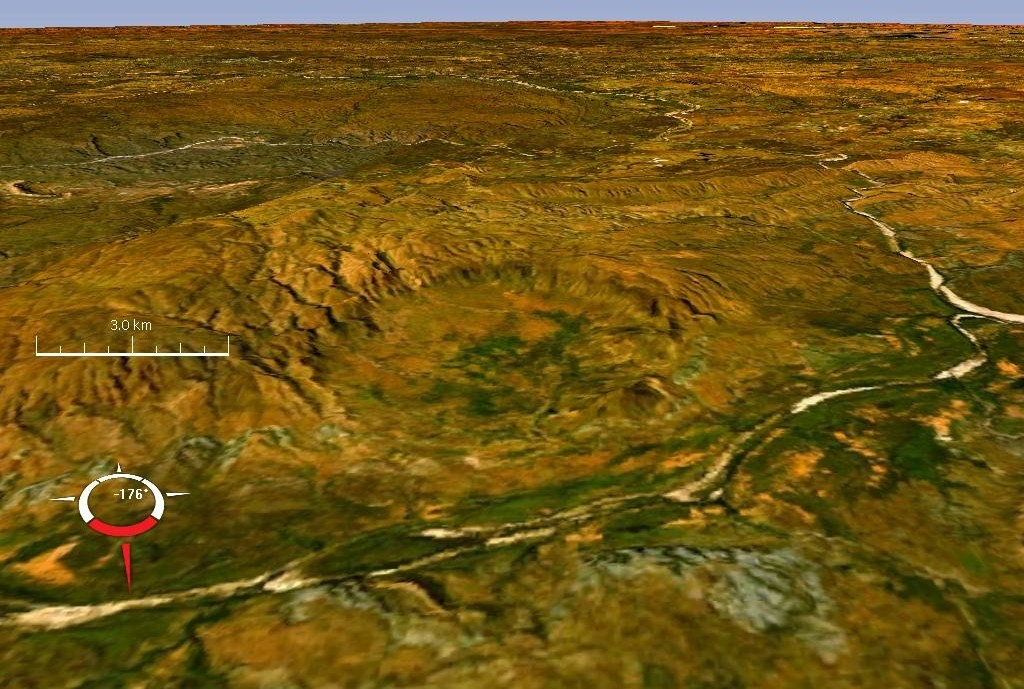
Imagine oblică Landsat a craterului.
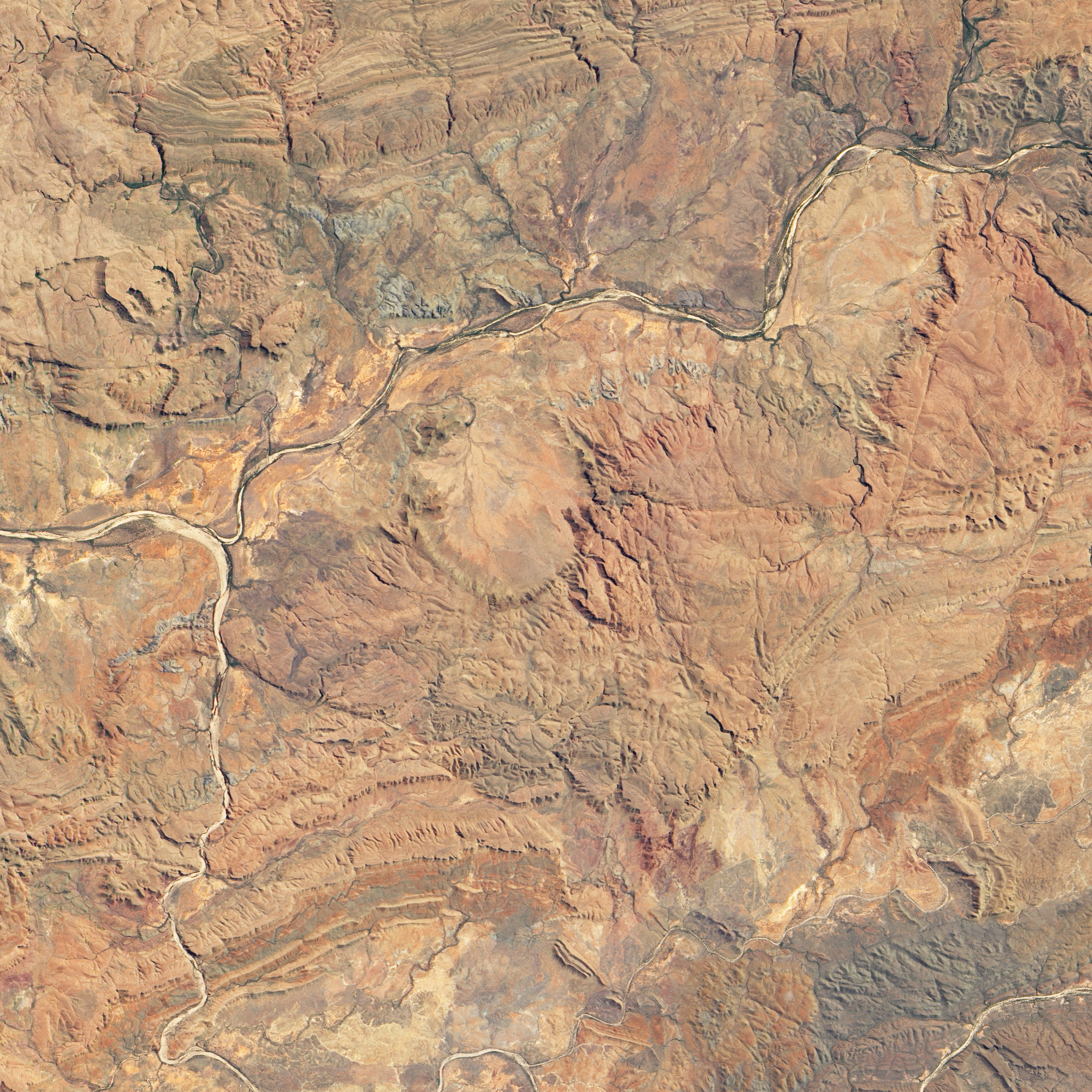
Craterul se află în centrul imaginii.